# GSC4878-122
GSC4878-122 — хімічно пекулярна зоря спектрального класу A5, що має видиму зоряну величину в смузі V приблизно  9,4.

## Пекулярний хімічний склад
Зоряна атмосфера GSC4878-122 має підвищений вміст 
Eu
.